# Хорнбакл, Алексис
Алексис Кейри Хорнбакл (англ. Alexis Kay'ree Hornbuckle; род. 16 октября 1985 в Чарлстоне, Западная Виргиния) — американская профессиональная баскетболистка, выступавшая в Женской национальной баскетбольной ассоциации. Является единственным игроком, которой удалось выиграть чемпионский титул NCAA и ЖНБА в одном сезоне (в 2008 году в составе университета Теннесси и «Детройт Шок»).

## Выступления на студенческом уровне
Хорнбаскл отыграла четыре года (с 2004 по 2008 год) за женскую баскетбольную команду университета Теннесси «Теннесси Леди Волантирс». Она была одним из ключевых игроков в чемпионских сезонах «Волантирс» и является двукратным чемпионом NCAA. В 2005 году Хорнбакл была включена в первую сборную новичков конференции SEC, а в 2007 году в первую сборную конференции SEC. Алексис — лидер «Леди Волантирс» по количеству перехватов за карьеру.
В 2007 году Хорнбакл в составе женской сборной США по баскетболу участвовала в Панамериканских играх в Рио-де-Жанейро (Бразилия). На турнире команда США одержала победу во всех пяти матча и завоевала золотые медали.

## Профессиональная карьера

### Карьера в ЖНБА
Хорнбакл была выбрана на драфте ЖНБА 2008 года клубом «Детройт Шок» под общим четвёртым номером. Уже в своей дебютной игре она установила рекорд «Шок» по количеству перехватов — 7, которые она сделала за 19 минут. В своём первом сезоне она в среднем за игру набирала 5,4 очка и в составе «Шок» стала чемпионкой ЖНБА.
В 2009 году она стала игроком стартового состава, а в 2010 году вместе с франшизой переехала в Талсу. По ходу сезона 2010 года её обменяли в «Миннесоту Линкс», где она стала запасным разыгрывающим защитником. 2 февраля 2012 года её обменяли в «Финикс Меркури», в составе которых она отыграла сезоны 2012 и 2013 годов.

### Выступления в Европе
Хорнбакл играла за турецкий клуб «Бешикташ» в сезоне 2008—2009 годов, за финский «Пека» и израильский «Элитзур Холон» в 2009—2010 годах, израильский «Рамат Хашрон» и турецкий «Тарсус» в 2010—2011 годах и израильский «Элитзур Холон» в 2012—2013 годах.